# Стадион Рајненергија
Стадион Рајненергија је главни стадион у немачком граду Келн, направљен је за фудбалске утакмице. Домаћин стадиона је друголигаш ФК Келн. Овај стадион је један од 12 домаћинских стадиона у току светског првенства у фудбалу 2006. био. Стадион је 1923. године направљен и има један капацитет од 49,698 гледалаца.